# Реакція України на проголошення незалежності Косова 2008
 Проголошення незалежності Республіки Косово від Сербії утверджено в неділю, 17 лютого 2008 року, одноголосним голосуванням Асамблеї Косова. Усі 11 представників сербської меншини бойкотували провадження. Міжнародна реакція була неоднозначною, і світова спільнота продовжує ділитися з питання міжнародного визнання Косова. Реакція України на проголошення незалежності Косова 2008 року спочатку була нейтралітетом, але з тих пір стала рішуче протистояти незалежності.

## Історія
18 лютого 2008 року Міністерство закордонних справ України заявило, що «багатосторонні механізми, такі як ЄС, ОБСЄ, ООН, повинні відігравати важливу роль». 22 лютого 2008 року міністр закордонних справ України Володимир Огризко заявив, що Україна «перевіряє всі можливості» щодо визнання Косова, але попередив, що процес «потребує певного часу». Огризко й далі казав, що він дуже добре розуміє аргументи США, але впевнений, що вони також розуміють чутливість цього питання для України. Президент України Віктор Ющенко заявив 19 лютого 2008 року, що позиція України щодо ситуації в першу чергу повинна відповідати національним інтересам та міжнародному праву. Він підкреслив, що позиція України випливає з думки, що рішення про визнання Косова не потребує термінів для більшості країн світу. «Ми виходимо з надії, що ресурси регулювання через переговори ще не вичерпані». 16 квітня 2008 року Управління у зв'язках зі ЗМІ Секретаріату Кабінету Міністрів України опублікувало на офіційному вебсайті Урядового порталу таку заяву: «Україна прийме рішення щодо своєї позиції щодо незалежності Косово після відповідної оцінки міжнародними установами». Прем'єр-міністр України Юлія Тимошенко також заявила, що Україна перебуває в сусідстві кількох країн, що стикаються з територіальними проблемами, і «тому перед тим, як приймати будь-яке рішення, Україна хоче знати, чи Косово вже є нормою, звичайною практикою чи унікальною подією, на яку повинен реагувати світ». Тимошенко зазначила, що Україна проводить багатосторонні дипломатичні консультації з метою встановлення того, як сприймається незалежність Косова, що дозволить їй визначити свою позицію в цьому питанні. 22 жовтня 2008 року заступник міністра закордонних справ України Костянтин Єлісєєв заявив, що Україна має намір зберегти свою нейтральну позицію. «Якщо Україна вибере якусь позицію, безпека наших миротворців буде поставлена під сумнів», — сказав він. 4 грудня 2008 року, виступаючи на засіданні Організації з безпеки та співробітництва в Європі з приводу сепаратизму, який відбувся у 2008 році, міністр закордонних справ Володимир Огризко заявив, що «Україна ніколи не піде на компроміс з питання територіальної цілісності будь-якої держави».
У жовтні 2009 року Посол України в Росії Костянтин Грищенко заявив, що не існує випадків, коли Україна повинна визнати Косово, Абхазію чи Південну Осетію.
4 червня 2010 року президент України Віктор Янукович сказав: «Я ніколи не визнавав незалежність Абхазії, Південної Осетії чи Косово. Це є порушенням міжнародного права». 27 липня 2010 року прес-секретар Міністерства закордонних справ України Олександр Дікусаров заявив: «Позиція України не визнавати незалежність Косова залишається незмінною: спираючись на основні міжнародні правові документи … Україна дотримується принципу абсолютної поваги до суверенітету та територіальна цілісність усіх держав з визнаними міжнародними кордонами».
9 жовтня 2016 року кваліфікаційний матч чемпіонату світу з футболу FIFA Україна — Косово був зіграний на стадіоні «Маршал Юзеф Пілсудський» в Кракові, Польща, через непризнання Україною дорожніх документів Косово.
У 2019 році заступник МЗС Василь Боднар заявив, що Україна визнає паспорти, видані Косовом для оформлення віз на в'їзд до України, однак «продовжує дотримуватися послідовної позиції щодо невизнання Косова».